# یک روز آفتابی دیگر
«یک روز آفتابی دیگر» (به انگلیسی: Another Day of Sun) نام یکی از ترانه‌های فیلم لا لا لند است که نوعی تئاتر موزیکال محسوب می‌شود و توسط عده زیادی خواننده و رقاص حرفه‌ای در فیلم اجرا می‌شود. متن این آهنگ را جاستین پائول نوشته و جاستین هورویتز هم آهنگسازی آن را انجام داده‌است.

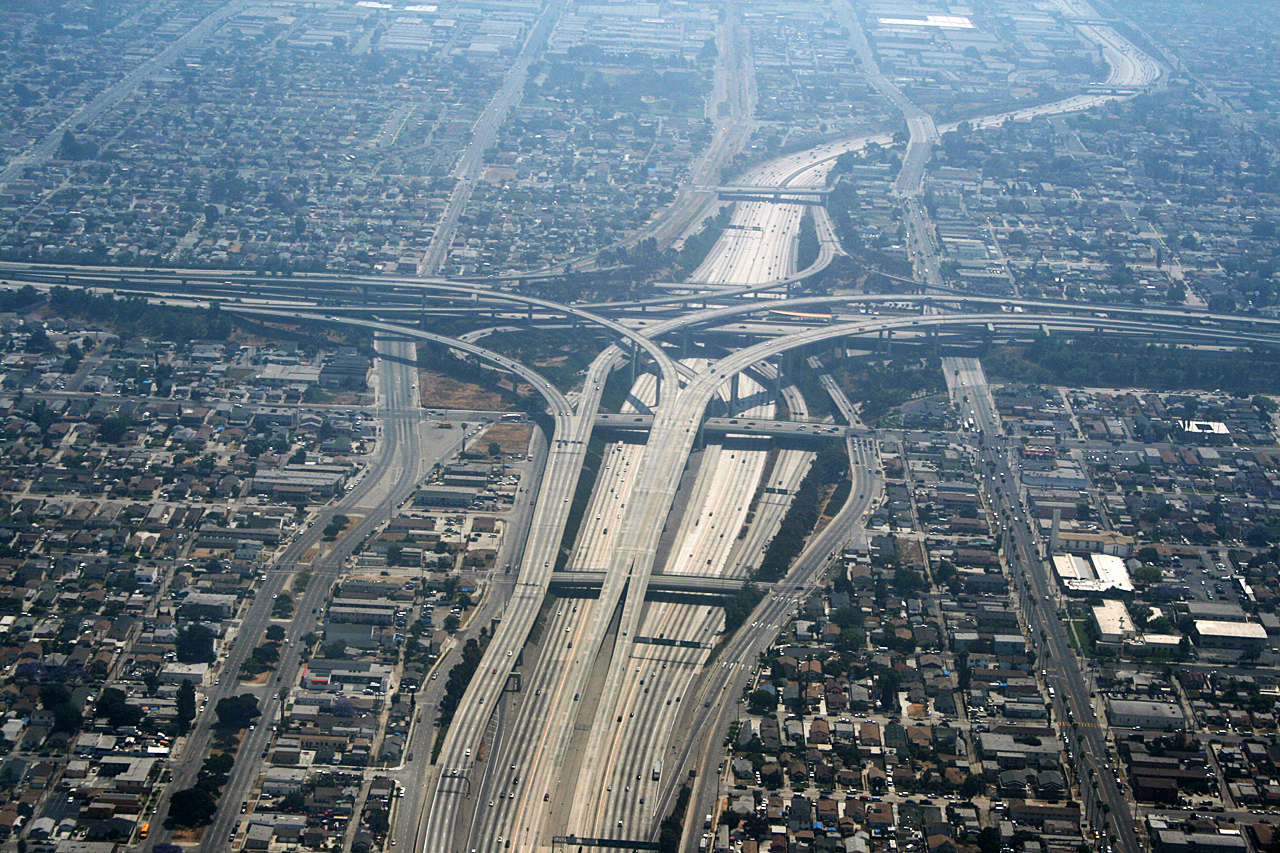
محل فیلمبرداری این سکانس بزرگراه شلوغی در جنوب لس آنجلس بود.

این آهنگ که در فصل افتتاحیه لا لا لند اجرا می‌شود در اتوبان معروفی در جنوب لس‌آنجلس فیلمبرداری شد. موسیقی به‌طور زنده در صحنه پخش می‌شد و افراد به صورت زنده آنرا اجرا می‌کردند. تمام این صحنه چهار دقیقه‌ای به صورت تک برداشت گرفته شد. گروه فیلمبرداری هر روز به مدت یک هفته و برای چندین ساعت این اتوبان را می‌بستند تا بتوانند در صحنه تمرین کنند و در نهایت آنرا اجرا کنند.

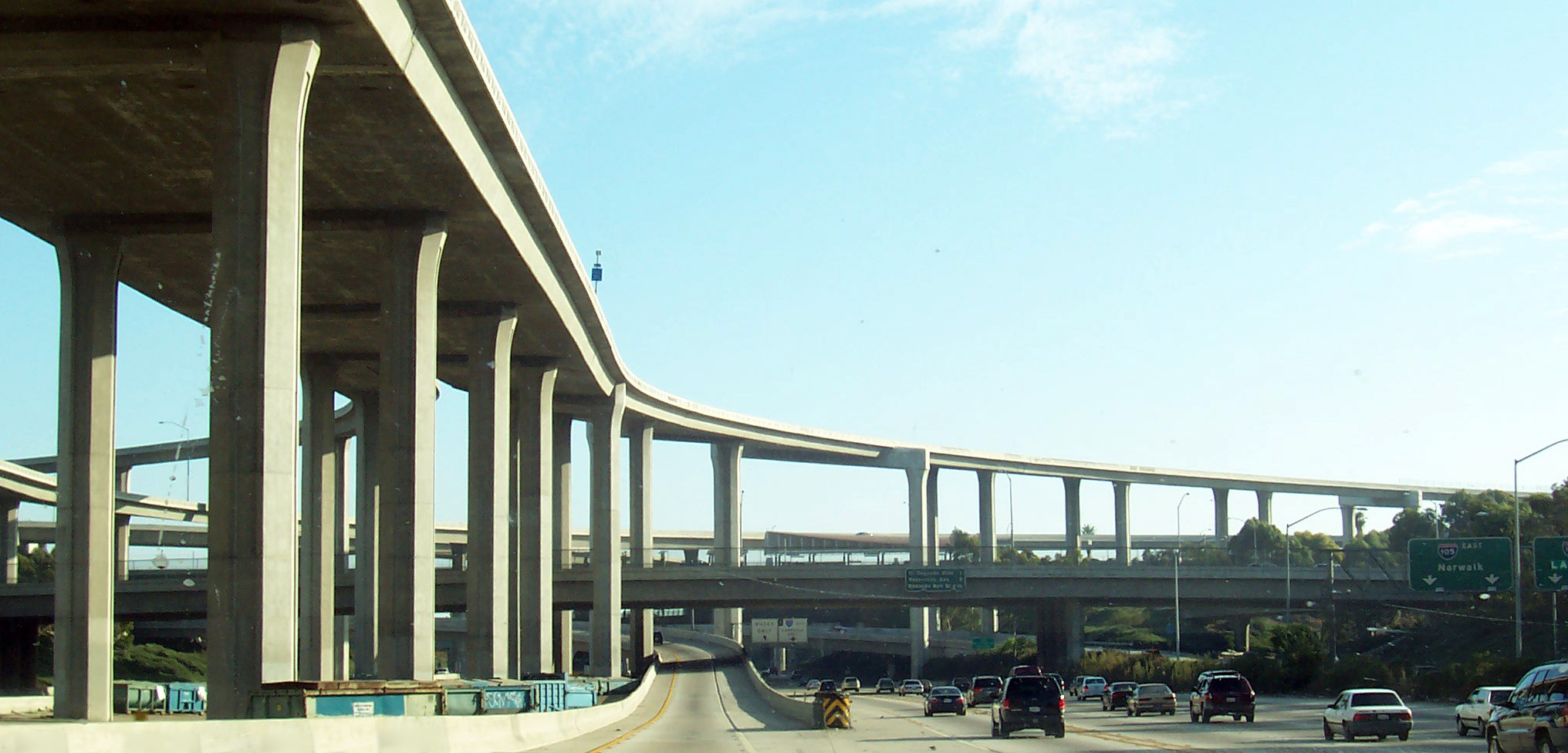
نمایی دیگر از محل فیلمبرداری

## تأثیرات
ترانه «یک روز آفتابی دیگر» خیلی زود مخاطب خود را پیدا کرد و با استقبال رو به رو شد. این ترانه جزو قطعات محبوب فیلم لا لا لند محسوب می‌شود. در هفتاد و چهارمین مراسم گلدن گلوب مجری این مراسم یعنی جیمی فالون با استفاده از این آهنگ و با الهام از سکانس اول لالا لند کلیپی چند دقیقه‌ای ساخت که بازیگران زیادی از جمله نیکول کیدمن و ایمی آدامز و جان تراولتا و رامی ملک و ستاره‌های سریال چیزهای عجیب و تعداد دیگری از سلبریتی‌های هالیوودی در آن بازی کردند. این کلیپ که در اول مراسم پخش شد با استقبال حاضرین و به خصوص رایان گاسلینگ همراه بود.